# Liste des lieux patrimoniaux de Grand Sudbury
Cet article recense les lieux patrimoniaux du Grand Sudbury inscrits au répertoire des lieux patrimoniaux du Canada, qu'ils soient de niveau provincial, fédéral ou municipal.

## Liste
| [ 1 ] | Lieu patrimonial                               | Illustration                                   | Municipalité  | Adresse                              | Coordonnées      | No    | Constr. | Prot.                                | Rec. | Notes |
| ----- | ---------------------------------------------- | ---------------------------------------------- | ------------- | ------------------------------------ | ---------------- | ----- | ------- | ------------------------------------ | ---- | ----- |
| F     | Ancienne Gare du Canadien Pacifique (VIA Rail) | Ancienne Gare du Canadien Pacifique (VIA Rail) | Grand Sudbury | 1 Van Horne Street (at Minto Street) | 46.487 -80.992   | 4596  | 1907    | Heritage Railway Station             | 1993 |       |
| F     | Édifice du gouvernement du Canada              | Téléverser                                     | Grand Sudbury | 19 Lisgar Street                     | 46.4926 -80.9934 | 11081 | 1957    | Recognized Federal Heritage Building | 1996 |       |